# Пётр Томский
Пётр Томский (Пётр Алексеевич Мичурин; 1799—1819) — святой Русской церкви, почитается в лике праведных, память совершается (по юлианскому календарю) 4 марта, 10 июня (Собор Сибирских святых) и в последнее воскресение августа (Собор Кемеровских святых).

## Жизнеописание
Пётр родился в окрестностях города Кузнецк Томской губернии в семье дворян Мичуриных на Сары-Чумыше. Юношей был направлен родителями на военную службу, но Пётр, имея склонность к аскетизму, оставил её и поступил в ученики к пустыннику Василиску. Под его руководством юноша стал исихастом (постоянно читал Иисусову молитву). Зосима, другой ученик преподобного Василиска, писал о Петре:
До того сгорал он любовию к Богу, что не в силах будучи выносить и скрывать, уже громогласно, бывало, взывал к Богу, и умиленно благодарил Его милосердие над ним.
Пётр избегал лишнего сна, был строгим постником (просил Василиска разрешить ему не вкушать пищу 40 дней, но получил благословение только на 10 дней).
Во время рубки дров Пётр нанёс себе смертельную рану и скончался в возрасте 20 лет. После смерти стал почитаться как помощник от искушений плоти.
В 1984 году канонизирован Русской Православной Церковью в составе Собора Сибирских святых.
Летом 2013 года участники археологической экспедиции обнаружили в деревне Увал Новокузнецкого района Кемеровской области жилище святого — фрагменты сруба и землянки, а также предметы быта. Однако главная цель экспедиции, организованной историческим факультетом Кузбасской педагогической академии, — обнаружение святых мощей Петра Томского — достигнута не была. Следующая экспедиция запланирована на лето 2014 года.